# Neotypus nobilitator
Neotypus nobilitator är en stekelart som först beskrevs av Johann Ludwig Christian Gravenhorst 1807.  Neotypus nobilitator ingår i släktet Neotypus och familjen brokparasitsteklar. Arten är reproducerande i Sverige. Utöver nominatformen finns också underarten N. n. orientalis.